# El pozo de la ascensión
El pozo de la ascensión es una novela de fantasía escrita por el autor estadounidense Brandon Sanderson. Su versión original fue publicada el 21 de agosto de 2007 por Tor Books y la traducción en español fue publicada en España por la editorial Nova en 2009. Es la segunda novela de la trilogía de Nacidos de la bruma, seguida por El héroe de las eras.

## Desarrollo
Sanderson empezó a trabajar en la novela mientras intentaba conseguir publicar su primera novela, Elantris. Tras escribir dos iteraciones, decidió cambiar de enfoque hacia su serie de El archivo de las tormentas, pero finalmente decidió retrasar su publicación para completar la serie de Nacidos de la bruma, ya que pensó que serviría como mejor continuación para Elantris.

## Sinopsis
Durante mil años han caído las cenizas y nada florece. Durante mil años los skaa han sido esclavizados y viven sumidos en un miedo inevitable. Durante mil años el Lord Legislador reina con un poder absoluto gracias al terror, a sus poderes y a su inmortalidad. Pero vencer y matar al Lord Legislador fue la parte sencilla. El verdadero desafío será sobrevivir a las consecuencias de su caída.
Tomar el poder tal vez resultó fácil, pero ¿qué ocurre después?, ¿cómo se utiliza? En ese mundo de aventura épica, la estrategia política y religiosa debe lidiar con los siempre misteriosos poderes de la alomancia...
La magia es central en Scadrial. La disciplina de magia más ampliamente conocida es llamada alomancia, la cual permite a sus usuarios a ganar habilidades sobrenaturales al tragar y "quemar" metales específicos. El potencial alomántico es una carga genética que se encuentra principalmente concentrada en la nobleza, sin embargo, también existen skaa alománticos, dado al cruce entre la nobleza y los skaa. Los alománticos comunes tienen acceso a un solo poder alomántico, pero una increíblemente pequeña fracción de alománticos, llamados Nacidos de la bruma, tienen acceso a todos los poderes alománticos.

## Personajes
- Vin: Una niña de la calle que descubre que es una Nacida de la bruma y se une a la banda de Kelsier.
- Sazed: Un guardador terrisano que puede usar la antigua arte de la feruquimia, que le permite almacenar en metales fuerza física, tiempo e incluso conocimiento. Espera algún día compartir el conocimiento del pasado con toda la gente del Imperio Final una vez derrocado, especialmente de varias religiones que alguna vez existieron.
- Elend Venture: Un noble y heredero de la Casa Venture, la más poderosa casa noble en Luthadel. Es uno de los pocos nobles que desea la reforma social en el Imperio Final. Vin lo acompañó en varios bailes, donde él insistía en leer y así romper las típicas actividades de esas fiestas, lo que le permitió a ella darse cuenta de que él podría sentir simpatía con los skaa.
- Brisa: Un miembro de la banda de Kelsier. Es un aplacador, alguien que puede aplacar las emociones de la gente al quemar latón, de tal manera que los lleva a concordar con su manera de pensar, o a veces hacer algo por él, como servir una copa de vino.
- Hammond: Uno de los miembros de la banda de Kelsier, también conocido como Ham. Es un brazo de peltre, es decir, un alomántico que quema peltre para mejorar sus habilidades físicas. Le gusta debatir filosóficamente, especialmente con Brisa, que es extremadamente propicio a iniciar debates con él. Su principal tarea es entrenar un ejército en las cuevas para el plan de Kelsier.
- Dockson: Uno de los miembros de la banda de Kelsier. A diferencia de los otros, él no tiene ningún poder alomántico. Él es responsable de organizar la banda y contactar otras bandas para obtener su ayuda.
- Lestibournes o Fantasma: Un miembro de la banda de Kelsier y sobrino de Clubs. Su nombre "Fantasma" es otorgado por Kelsier, ya que su nombre original era muy difícil de pronunciar. Es un ojo de estaño, un alomántico que quema estaño para aumentar sus sentidos, y el miembro más joven de la banda. Usualmente habla en un tipo de argot callejero que el resto encuentra difícil de entender.
- Clubs: Un miembro de la banda de Kelsier y tío de Fantasma. Clubs es un carpintero y ahumador, un brumoso que puede quemar cobre para evitar que otros alománticos se den cuenta cuando alguien está quemando otros metales. Dirige un negocio donde él y sus empleados usan sus nubes de cobre para proteger a brumosos skaa del Lord Legislador.
- Kelsier: Un ladrón famoso que hizo una fortuna robando a la nobleza. Él y su mujer fueron atrapados y enviados a los Pozos de Hathsin, un lugar para prisioneros del qué nadie ha regresado jamás. Allí, Kelsier presenció la muerte de su mujer, lo cual despertó su poder de Nacido de la bruma y le permitió escapar. Mantiene el sueño de su mujer de derrocar el Imperio Final.
- Lord Legislador: El autoproclamado gobernante inmortal y dios del Imperio Final, quién se supone que salvó a la humanidad hace mil años y transformó el mundo a su forma actual.